# Джейсон Шварцман
Джейсон Франческо Шварцман (англ. Jason Francesco Schwartzman; нар. 26 червня 1980, Лос-Анджелес) — американський актор, сценарист і музикант. Джейсон Шварцман впродовж багатьох років співпрацює з відомим кінорежисером Весом Андерсоном у таких фільмах як «Академія Рашмор» (1998), «Поїзд до Дарджилінга» (2007), «Фантастичний містер Лис» (2009), «Королівство повного місяця» (2012), «Готель «Ґранд Будапешт»» (2014), «Острів собак» (2018), «Французький вісник» (2020). Успішними для Джейсона Шварцмана стали ролі в картинах «Вищий пілотаж» (2002), «Зломники сердець» (2004), «Продавчиня» (англ. Shopgirl, 2005), «Марія-Антуанетта» (2006), «Приколісти» (англ. Funny People, 2009), «Скотт Пілігрим проти світу» (2010) і «Порятунок містера Бенкса» (2013).
Телеканалом НВО було створено комедійний телесеріал «Вбити нудьгу» (англ. Bored to Death, 2009–2011), в якому Джейсон Шварцман успішно виконував головну роль вигаданого письменника з Брукліна.
Окрім акторської діяльності Джейсон Шварцман створив музичний сольний проект «Coconut Records», а також у період з 1994 по 2003 рр. грав на барабанах у рок-гурті «Phantom Planet».

## Біографія
Джейсон Шварцман народився в родині акторки італійського походження Талії Шайр (до шлюбу Коппола) і продюсера з єврейським корінням Джека Шварцмана. Батько помер, коли Джейсону було 14 років. Джейсон доводиться онуком Італії і Камена Копполи, племінником режисера Френсіса Форда Копполи, кузеном Софії Копполи та Ніколаса Кейджа, Романа Копполи та Христофера Копполи.  
Дитячі роки Джейсон провів у Лос-Анджелесі, штат Каліфорнія разом зі своїм молодшим братом, майбутнім актором і музикантом Робертом Шварцманом (нар. 24 грудня 1982) і старшим однокровним братом Джоном Шварцманом (нар. 18 жовтня 1960). Там же, 1999 року закінчив Віндвордську школу (англ. Windward School).

## Початок кар'єри
З чотирнадцяти років Джейсон починає грати на ударних і пробує писати тексти до пісень у рок-гурті «Phantom Planet», які стали відомими, завдяки виконанню головного саунтрека до серіалу «Чужа сім'я» (англ. The O.C.). 
Акторська кар′єра Джейсона Шварцмана розпочалась у 17 років із фільму режисера Веса Андерсона «Академія Рашмор», у якому він дебютував у ролі Макса Фішера (1998). За цю роль він був номінований на численні кінопремії і був нагороджений премією «Young Artist Awards» як кращий молодий актор (1999).  

## Особисте життя
З 11 липня 2009 року одружений з Брейді Каннінхем (англ. Brady Cunningham) — дизайнеркою, мистецтвознавцем, співвласницею магазину TenOverSix у Лос-Анджелесі. Подружжя має двох доньок: Мелроу (2010) і Уна (2014). Родина мешкає в долині Сан-Фернандо (південна частина Каліфорнії). 
Джейсон Шварцман говорить, що він «завзятий вегетаріанець», не їсть м'ясо, молочні продукти та яйця. Створив відео про навколишнє середовище «What to Eat: The Environmental Impacts of Our Food, for Farm Sanctuary».

## Фільмографія

### Кіно
| Рік  | Назва                                                                                  | Роль                  | Примітки                                                                        |
| ---- | -------------------------------------------------------------------------------------- | --------------------- | ------------------------------------------------------------------------------- |
| 1998 | Академія Рашмор                                                                        | Макс Фішер            |                                                                                 |
| 2000 | Mare Bonky                                                                             | Єнріке                |                                                                                 |
| 2001 | CQ                                                                                     | Фелікс де Марко       |                                                                                 |
| 2001 | Odessa or Bust                                                                         | юнак                  | Короткометражка                                                                 |
| 2001 | Julius And Friends: Hole In One                                                        | Julius (озвучка)      |                                                                                 |
| 2002 | Slackers                                                                               | Ethan Dulles          |                                                                                 |
| 2002 | Симона / Simone                                                                        | Мілтон                |                                                                                 |
| 2003 | Вищий пілотаж / Spun                                                                   | Росс                  |                                                                                 |
| 2003 | Julius And Friends: Yeti, Set, Go                                                      | Julius (озвучка)      | Короткометражка                                                                 |
| 2004 | Змова / I Heart Huckabees                                                              | Альберт Марковськи    |                                                                                 |
| 2005 | Автостопом по галактиці / The Hitchhiker's Guide to the Galaxy                         | Ґег Галфрант          | немає у титрах                                                                  |
| 2005 | Чаклунка / Bewitched                                                                   | Рітчі                 |                                                                                 |
| 2005 | Shopgirl                                                                               | Джеремі               | Номінант на премію «Satellite Award for Best Supporting Actor – Motion Picture» |
| 2006 | Марія-Антуанетта (Marie Antoinette)                                                    | Людовик XVI           |                                                                                 |
| 2007 | Готель "Шевальє"                                                                       | Джек Вітман           | Короткометражка                                                                 |
| 2007 | Поїзд до Дарджилінга                                                                   | Джек Вітман           | також сценарист                                                                 |
| 2007 | Walk Hard: The Dewey Cox Story                                                         | Ringo Starr           | немає у титрах                                                                  |
| 2009 | The Marc Pease Experience                                                              | Marc Pease            |                                                                                 |
| 2009 | Funny People                                                                           | Mark Taylor Jackson   |                                                                                 |
| 2009 | Незрівняний містер Фокс (Fantastic Mr. Fox)                                            | Ash Fox (озвучування) | Мультиплікаційне                                                                |
| 2010 | Скотт Пілігрим проти світу (Scott Pilgrim vs. the World)                               | Gideon Graves         |                                                                                 |
| 2010 | Скотт Пілігрим проти анімації (Scott Pilgrim vs. the Animation)                        | Simon Lee (озвучка)   | Короткометражне                                                                 |
| 2011 | Fight For Your Right Revisited                                                         | Vincent van Gogh      | Короткометражне                                                                 |
| 2012 | Королівство повного місяця (Moonrise Kingdom)                                          | Cousin Ben            |                                                                                 |
| 2012 | Запаморочливі фантазії Чарлі Свона ІІІ (A Glimpse Inside the Mind of Charles Swan III) | Kirby Star            |                                                                                 |
| 2013 | Castello Cavalcanti                                                                    | Jed Cavalcanti        | Короткометражне                                                                 |
| 2013 | Порятунок містера Бенкса (Saving Mr. Banks)                                            | Richard M. Sherman    |                                                                                 |
| 2014 | Listen Up Philip                                                                       | Філіп                 |                                                                                 |
| 2014 | Готель «Ґранд Будапешт» (The Grand Budapest Hotel)                                     | M. Jean               |                                                                                 |
| 2014 | Великі очі (Big Eyes)                                                                  | Рубен                 |                                                                                 |
| 2015 | The Overnight                                                                          | Курт                  |                                                                                 |
| 2015 | 7 Chinese Brothers                                                                     | Леррі                 |                                                                                 |
| 2015 | A Very Murray Christmas                                                                | Елліот                |                                                                                 |
| 2016 | Dreamland                                                                              | Peter                 |                                                                                 |
| 2016 | My Entire High School Sinking Into the Sea                                             | Dash (озвучування)    |                                                                                 |
| 2017 | Golden Exits                                                                           |                       |                                                                                 |
| 2017 | The Polka King                                                                         |                       |                                                                                 |
| 2019 | Винна країна                                                                           | Девон                 |                                                                                 |
| 2020 | Мейнстрім                                                                              | Марк Шварц            |                                                                                 |
| 2021 | Французький вісник                                                                     | Гермес Джонс          |                                                                                 |
| 2023 | Людина-павук: Крізь Всесвіт                                                            | Пляма                 | голос                                                                           |
| 2023 | Місто астероїдів                                                                       | Огі Стенбек           |                                                                                 |
| 2023 | Голодні ігри: Балада про співочих пташок і змій                                        | Лукрецій Флікерман    |                                                                                 |
| 2024 | Мегалополіс                                                                            | Джейсон Зандерз       |                                                                                 |
| 2024 | Квір                                                                                   | Джо                   |                                                                                 |

### Телебачення
| Рік       | Назва                                                     | Роль                      | Примітки                                                             |
| --------- | --------------------------------------------------------- | ------------------------- | -------------------------------------------------------------------- |
| 1998      | Сабріна — маленька відьмочка / Sabrina, the Teenage Witch | Himself                   | Сезон 3, серія 8: «And the Sabrina Goes to…»                         |
| 2000      | Диваки і навіжені / Freaks and Geeks                      | Гоуї Гельфанд             | Серія 7: «Carded and Discarded»                                      |
| 2000      | Get Real                                                  | Гімселф                   | Серія 13: «Falling From Grace»                                       |
| 2004–2006 | Cracking Up                                               | Ben Baxter                | 7 серій                                                              |
| 2005      | The X's                                                   | Брендон (голос)           | Серія 5: «Secret Agent Manual / The Spy Who Liked Me»                |
| 2009–2011 | Bored to Death                                            | Джонатан Амес             | 24 серія                                                             |
| 2013      | Парки і зони відпочинку / Parks and Recreation            | Деніс Лерпіс              | 2 сезон                                                              |
| 2013      | Out There                                                 | Бенджамін Брент (голос)   | 2 сезон                                                              |
| 2013      | Drunk History                                             | Ralph Nader               | Серія: «Detroit»                                                     |
| 2013      | Key & Peele                                               | Himself                   | Серія: «LA Vice»                                                     |
| 2013      | Comedy Bang! Bang!                                        | Himself                   | Серія: «Jason Schwartzman Wears a Striped Shirt & High Top Sneakers» |
| 2013      | Ghost Ghirls                                              | Brad Holmes               | Серія: «Comedy of Terrors»                                           |
| 2014–2016 | Моцарт у джунглях (Mozart in the Jungle)                  | Bradford Sharp            | 8 сезонів; як сценарист і продюсер                                   |
| 2014      | Tim and Eric's Bedtime Stories                            | Jason Schwartzman         | Серія: «The Endorsement»                                             |
| 2015      | Wet Hot American Summer: First Day of Camp                | Greg                      | 7 серія                                                              |
| 2015–2016 | Блант говорить (Blunt Talk)                               | Duncan Adler              | 7 серія                                                              |
| 2017      | Нео Йокіо / Neo Yokio                                     | Arcangelo Corelli (голос) | 7 сезонів                                                            |
| 2020      | Фарґо                                                     | Josto Fadda               | 4 сезон                                                              |

### Композитор
| Year | Title                          | Notes                                 |
| ---- | ------------------------------ | ------------------------------------- |
| 2002 | Країна чудіїв (Orange County)  | Song: «California»                    |
| 2002 | Таємниця Смолвіля (Smallville) | Song: «Lonely Day»                    |
| 2002 | Slackers                       | Songs: «Oh Angela» and «Ethan's Song» |
| 2004 | Cracking Up                    | Theme music                           |
| 2006 | Чужа сім'я (The O.C.)          | Song: «California»                    |
| 2008 | Монстро (Cloverfield)          | Song: «West Coast»                    |
| 2009 | Bored to Death                 | Theme music                           |
| 2009 | Funny People                   | Soundtrack                            |
| 2012 | LOL                            | Song: «Microphones»                   |

## Нагороди
17 лютого 2009 року Джейсон Шварцман увійшов до «Топ-10: найстильніші чоловіки в Америці» за даними журналу GQ.